# Pyrgula bakuana
Pyrgula bakuana is een slakkensoort uit de familie van de Hydrobiidae. De wetenschappelijke naam van de soort is voor het eerst geldig gepubliceerd in 1947 door Kolesnikov.